# Ambigramma
Az ambigramma több irányból olvasható (szöveges) grafikai alakzat. A leggyakoribb ambigrammák 180 fokkal elforgatva ugyanazt a szót adják ki, de előfordulnak olyan ambigrammák is, amelyek egy vagy több másik értelmes szót adnak ki. Megítélése, minősítése nem egységes. Egyesek „nyelvi játéknak” tartják, mások alapigazságokat kifejező szimbólumnak (van ilyen értelmezése a Dávid-csillagnak, a jin-jang jelnek és a szvasztikának is), megint mások műalkotásnak. Utóbbi csoport leghíresebb képviselője az ezredfordulón John Langdon.

Az ambigramma szó ambigrammája. 180°-os forgásszimmetria

Ambigramma animációja

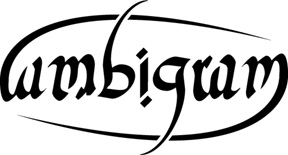
Ambigramma

„Say Yes” – szivárványszínekben játszó radiális minta, 45°-os elforgatási szimmetriával

## Nevének eredete
Neve kéttagú összetétel:
- ambo (latin) = mindkettő együtt,
- gramma (latin) = írásjel, betű.[1]

## Típusai
Három csoportját különböztetik meg:
- a leggyakoribbak a rotációsak, ezek 180°-kal elforgatva ugyanúgy olvashatók mind vízszintesen, mind függőlegesen (klasszikus angol nyelvű példa a MOW);
- a tükrözős típusúaknál a szöveg két része tükörszimmetrikus (klasszikus angol nyelvű példa a TOOT),
- a kombinált típus tükörszavai elforgatva más szót adnak ki (klasszikus angol nyelvű példa a MOM, amiből WOW lesz és viszont).

A lánc olyan ambigramma, amely a környező és a hozzá kapcsolt szavak szerint változik, és közben időnként összekapcsolódó mintázatot ad ki. Benne rotációs és tükrözős ambigrammák egyaránt szerepelhetnek.

## Az irodalomban
John Langdon ambigrammái a központi elemei Dan Brown Angyalok és démonok című regényének, és a főszereplő családneve is Langdon.